# Apache Click
Apache Click — вебфреймворк з відкритим кодом що використовує мову Java та базується на Java Servlet API.
Проєкт розповсюджується під ліцензією Apache License та потребує для роботи JDK(починаючи з версії 1.5).
Click отримав статус первинного проєкту у листопаді 2009, але пізніше був перенесений до репозиторію застарілих проєктів Apache Attic у травні 2014.

## Огляд
Основними аспектами дизайну є: простота, легкість у використанні, продуктивність та масштабованість. Це досягається завдяки інтуїтивному інтерфейсу.
Сторінки та компоненти забезпечують гарну інкапсуляцію веб розробки та швидке створення додатків. 
Доки сторінки та компоненти розроблюються на Java, шаблони можуть бути написані з використанням Apache Velocity, FreeMarker або Java Server Pages. Також компоненти дають можливість розробникам позбутись надлишкового коду.
Головною різницею між Click та іншими компонентно-орієнтованими вебфреймворками є відсутність використання пам'яті при роботі з дизайном і підтримка сторінок що її використовуватимуть в один час.

## Альтернативні фреймворки
Існує декілька інших компонентно-орієнтованих фреймворків доступних для Java: JavaServer Faces, Apache Tapestry, WebObjects, Apache Wicket та Vaadin.
Деякі розробники надають перевагу більш традиційним фреймворкам на MVC моделі: Apache Struts, Spring Framework чи інші.

## Приклад
Звичайний Hello World з чотирьох файлів:
hello-world.htm
Шаблоном для Click є Velocity, htm файл буде подібний до звичайної HTML сторінки.
```
<!DOCTYPE html PUBLIC "-//W3C//DTD XHTML 1.0 Transitional//EN" 

      "http://www.w3.org/TR/xhtml1/DTD/xhtml1-transitional.dtd">

<html>

  
<body>

    
<p>
$message
</p>

  
</body>

</html>

```

HelloWorld.java
Модель сторінки, що прив'язується до шаблону.
```
package
 
org.wikipedia.click
;

import
 
org.apache.click.Page
;

public
 
class
 
HelloWorld
 
extends
 
Page
 
{

    
/**

     * Constructor

     */

    
public
 
HelloWorld
()
 
{

        
// Add the value to the map ("message" = "$message")

        
addModel
(
"message"
,
  
"Hello World!"
);

    
}

}

```

click.xml
Основою Click додатку слугує файл конфігурації click.xml. Він відповідає за сторінки додатку, заголовки та режими роботи.
Click сам зрозуміє що сторінка HelloWorld відповідає класу hello-world.htm. Нам лише потрібно сповістити Click про пакет з класу HelloWorld, у цьому разі це org.wikipedia.click.
Усе це ми робимо через файл конфігурації click.xml, який дозволяє Click прив'язати запити hello-world.htm до класу org.wikipedia.click.HelloWorld.
За умовчуванням ClickServlet завантажить файл конфігурації додатку, використовуючи шлях: /WEB-INF/click.xml.
```
<?xml version="1.0" encoding="UTF-8"?>

<click-app>

  
<pages
 
package=
"org.wikipedia.click"
/>

</click-app>

```

web.xml
Опис сервлет-додатку:
```
<?xml version="1.0" encoding="UTF-8"?>

<web-app
 
xmlns:xsi=
"http://www.w3.org/2001/XMLSchema-instance"
 

         
xmlns=
"http://java.sun.com/xml/ns/javaee"
 

         
xmlns:web=
"http://java.sun.com/xml/ns/javaee/web-app_2_5.xsd"
 

         
xsi:schemaLocation=
"http://java.sun.com/xml/ns/javaee 

                             http://java.sun.com/xml/ns/javaee/web-app_2_5.xsd"
 

         
id=
"WebApp_ID"
 
version=
"2.5"
>

    
<display-name>
Click
 
Example
</display-name>

    
<servlet>

       
<servlet-name>
click-servlet
</servlet-name>

       
<servlet-class>
org.apache.click.ClickServlet
</servlet-class>

       
<load-on-startup>
0
</load-on-startup>

    
</servlet>

    
<servlet-mapping>

       
<servlet-name>
click-servlet
</servlet-name>

       
<url-pattern>
*.htm
</url-pattern>

    
</servlet-mapping>

 
</web-app>

```

## Виноски
1. ↑  Архівована копія. Архів оригіналу за 1 листопада 2011. Процитовано 16 вересня 2015.{{cite web}}:  Обслуговування CS1: Сторінки з текстом «archived copy» як значення параметру title (посилання)
2. ↑  Release 2.3.0 — 2011.